# 国際連盟加盟国
国際連盟加盟国（こくさいれんめいかめいこく、英語: Member states of the League of Nations）は、国際連盟が発足した1920年から解散した1946年までの間に合計して63か国にのぼる。
後の国際連合に比べると、広範囲にわたって列強の植民地にされていたアフリカやアジアには独立国が少なかったために参加国が少数であったのが特徴である。

## 概要
発足当初の常任理事国はイギリス、フランス、日本、イタリアの4か国で、後にドイツとソビエト連邦が参入したが、常任理事国の加盟や脱退が相次いだことでこの6か国が同時期に常任理事国の座にあったことはない。
1930年代には満州事変から満州国の樹立で批難された日本、ナチスが政権を掌握したドイツ、日独防共協定・日独伊三国軍事同盟に参加したイタリアを中心とする複数の枢軸国や、常任理事国参入を目指したものの認定されなかったブラジルなどの南米諸国の脱退が相次ぎ、さらに第二次世界大戦の勃発やフィンランドに侵攻したソビエト連邦（冬戦争）が除名されたことなどによって国際連盟は実質的にその機能を喪失した。

## 地図

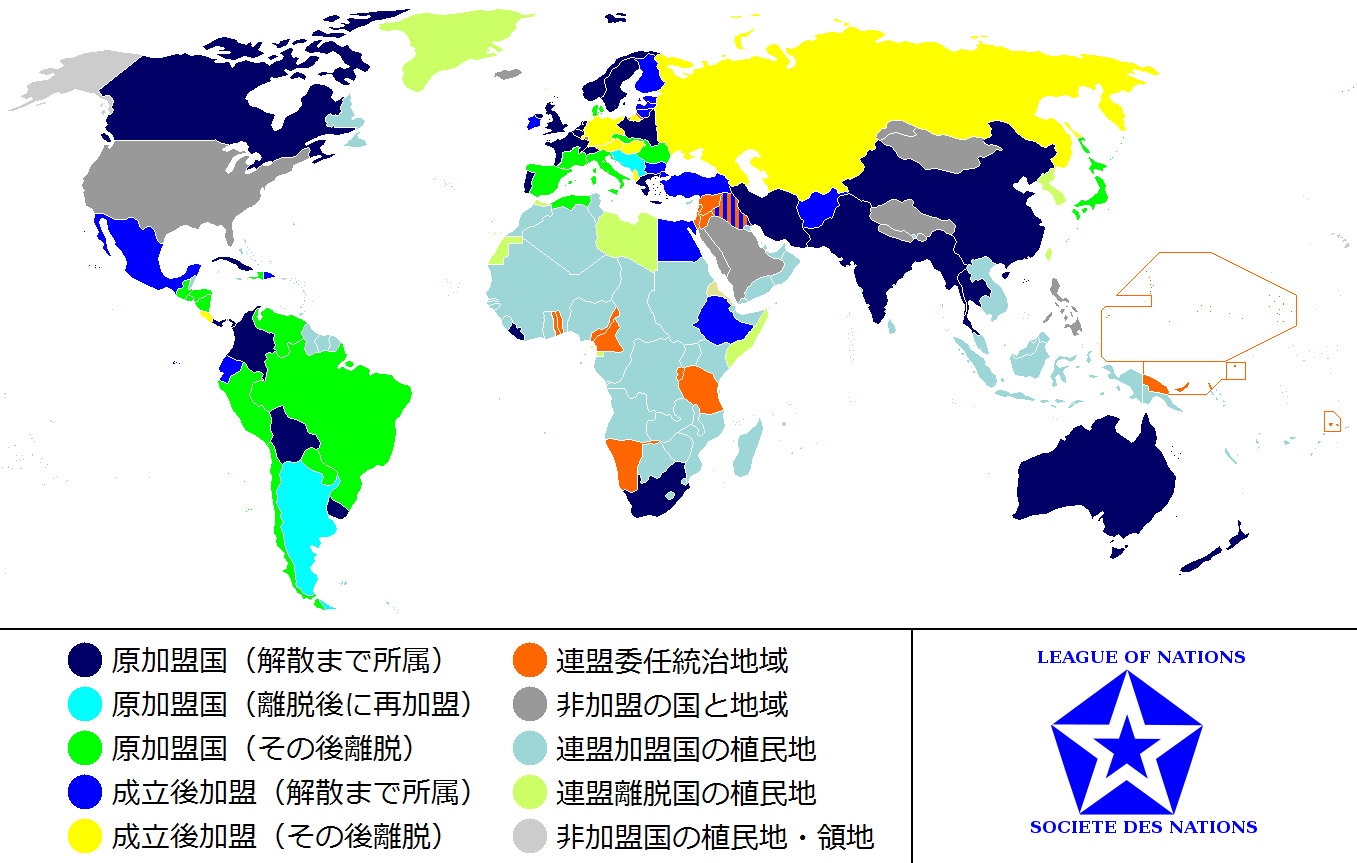
国際連盟への加盟・脱退状況

## 加盟国一覧
- 国名および国旗は加盟時のもの。
- 1920年1月10日の連盟結成時から1946年4月8日〜18日に開催された最後の国際連盟総会まで全期間を通して加盟していた25ヵ国は太字で表した。

| 国名                                 | 加盟年月日     | 離脱年月日     | 備考                           |
| ------------------------------------ | -------------- | -------------- | ------------------------------ |
| アイルランド                         | 1923年9月10日  | 1946年4月18日  | [加盟:1][変遷:1]               |
| アビシニア                           | 1923年9月28日  | 1946年4月18日  | [加盟:2][変遷:2]               |
| アフガニスタン                       | 1934年9月27日  | 1946年4月18日  |                                |
| アルゼンチン                         | 1920年1月10日  | 1946年4月18日  | [原加盟国][脱退と再加盟]       |
| アルバニア                           | 1920年12月17日 | 1939年4月9日   | [変遷:3][停止:1]               |
| イギリス                             | 1920年1月10日  | 1946年4月18日  | [原加盟国]                     |
| イタリア王国                         | 1920年1月10日  | 1937年12月11日 | [原加盟国][脱退:1]             |
| イラク王国                           | 1932年10月3日  | 1946年4月18日  | [加盟:2]                       |
| インド                               | 1920年1月10日  | 1946年4月18日  | [原加盟国][加盟:5]             |
| ウルグアイ                           | 1920年1月10日  | 1946年4月18日  | [原加盟国]                     |
| エクアドル                           | 1934年9月28日  | 1946年4月18日  |                                |
| エジプト王国                         | 1937年5月26日  | 1946年4月18日  |                                |
| エストニア共和国                     | 1921年9月22日  | 1946年4月18日  | [変遷:4]                       |
| エルサルバドル                       | 1920年1月10日  | 1937年8月11日  | [原加盟国]                     |
| オーストラリア                       | 1920年1月10日  | 1946年4月18日  | [原加盟国][加盟:4]             |
| オーストリア                         | 1920年12月15日 | 1938年3月13日  | [変遷:5][停止:2]               |
| オランダ                             | 1920年1月10日  | 1946年4月18日  | [原加盟国]                     |
| カナダ                               | 1920年1月10日  | 1946年4月18日  | [原加盟国][加盟:4]             |
| キューバ                             | 1920年1月10日  | 1946年4月18日  | [原加盟国]                     |
| ギリシャ                             | 1920年1月10日  | 1946年4月18日  | [原加盟国][変遷:6]             |
| グアテマラ                           | 1920年1月10日  | 1936年5月26日  | [原加盟国]                     |
| コスタリカ                           | 1920年12月16日 | 1925年1月22日  | [脱退:2]                       |
| コロンビア                           | 1920年1月10日  | 1946年4月18日  | [原加盟国]                     |
| シャム王国                           | 1920年1月10日  | 1946年4月18日  | [原加盟国][変遷:7]             |
| スイス                               | 1920年1月10日  | 1946年4月18日  | [原加盟国]                     |
| スウェーデン                         | 1920年1月10日  | 1946年4月18日  | [原加盟国]                     |
| スペイン王国                         | 1920年1月10日  | 1939年5月7日   | [原加盟国][変遷:8][脱退:3]     |
| セルブ・クロアート・スロヴェーヌ王国 | 1920年1月10日  | 1946年4月12日  | [原加盟国][変遷:9]             |
| ソヴィエト連邦                       | 1934年9月18日  | 1939年12月14日 | [加盟:6][除名]                 |
| チェコスロバキア                     | 1920年1月10日  | 1939年3月15日  | [原加盟国][停止:3]             |
| 中華民国                             | 1920年1月10日  | 1946年4月18日  | [原加盟国][変遷:10]            |
| チリ                                 | 1920年1月10日  | 1938年5月14日  | [原加盟国]                     |
| デンマーク                           | 1920年1月10日  | 1940年7月      | [原加盟国]                     |
| ドイツ国                             | 1926年9月8日   | 1933年10月19日 | [加盟:7][脱退:5]               |
| ドミニカ共和国                       | 1924年9月29日  | 1946年4月18日  |                                |
| トルコ                               | 1932年7月18日  | 1946年4月18日  | [加盟:8]                       |
| ニカラグア                           | 1920年1月10日  | 1936年6月27日  | [原加盟国]                     |
| 大日本帝国                           | 1920年1月10日  | 1933年3月27日  | [原加盟国][脱退:4]             |
| ニュージーランド                     | 1920年1月10日  | 1946年4月18日  | [原加盟国][加盟:4]             |
| ノルウェー                           | 1920年1月10日  | 1946年4月18日  | [原加盟国]                     |
| ハイチ                               | 1920年1月10日  | 1942年4月      | [原加盟国]                     |
| パナマ                               | 1920年1月10日  | 1946年4月18日  | [原加盟国]                     |
| パラグアイ                           | 1920年1月10日  | 1935年2月23日  | [原加盟国][脱退:6]             |
| ハンガリー王国                       | 1922年9月18日  | 1939年4月14日  | [脱退:7]                       |
| フィンランド                         | 1920年12月16日 | 1946年4月18日  |                                |
| ブラジル                             | 1920年1月10日  | 1926年7月14日  | [原加盟国][脱退:8]             |
| フランス共和国                       | 1920年1月10日  | 1946年4月18日  | [原加盟国][脱退(ヴィシー政府)] |
| ブルガリア王国                       | 1920年12月16日 | 1946年4月18日  |                                |
| ベネズエラ                           | 1920年1月10日  | 1938年7月12日  | [原加盟国]                     |
| ペルー                               | 1920年1月10日  | 1939年4月8日   | [原加盟国]                     |
| ベルギー                             | 1920年1月10日  | 1946年4月18日  | [原加盟国]                     |
| ペルシア帝国                         | 1920年1月10日  | 1946年4月18日  | [原加盟国][変遷:11]            |
| ポーランド                           | 1920年1月10日  | 1946年4月18日  | [原加盟国]                     |
| ボリビア                             | 1920年1月10日  | 1946年4月18日  | [原加盟国]                     |
| ポルトガル                           | 1920年1月10日  | 1946年4月18日  | [原加盟国]                     |
| ホンジュラス                         | 1920年1月10日  | 1936年7月10日  | [原加盟国]                     |
| 南アフリカ連邦                       | 1920年1月10日  | 1946年4月18日  | [原加盟国][加盟:4]             |
| メキシコ                             | 1931年9月23日  | 1946年4月18日  |                                |
| ラトビア共和国                       | 1921年9月22日  | 1946年4月18日  | [変遷:12]                      |
| リトアニア共和国                     | 1921年9月22日  | 1946年4月18日  | [変遷:13]                      |
| リベリア                             | 1920年1月10日  | 1946年4月18日  | [原加盟国]                     |
| ルーマニア王国                       | 1920年1月10日  | 1940年7月      | [原加盟国]                     |
| ルクセンブルク                       | 1920年12月16日 | 1942年8月30日  |                                |

### 原加盟国
1. ^  パリ講和会議中の1919年4月28日に採択された「国際連盟規約」が、同年6月28日、ヴェルサイユ条約の第1編として盛り込まれた。これに調印した42ヵ国が国際連盟の原加盟国であり、規約の発効日である1920年1月10日を加盟年月日としている。
ただし、1929年発行の「国際聯盟年鑑」によると、以下の国家については別の年月日を加盟日と記している。
- アルゼンチン - 1919年7月18日
- チリ - 1919年11月4日
- ペルシア帝国 - 1919年11月21日
- パラグアイ - 1919年12月26日
- セルブ・クロアート・スロヴェーヌ王国（ユーゴスラビア王国） - 1920年2月10日
- ベネズエラ - 1920年3月3日
- ノルウェー - 1920年3月5日
- キューバ、 スイス、 デンマーク - 1920年3月8日
- オランダ、 スウェーデン - 1920年3月9日
- コロンビア - 1920年2月16日
- エルサルバドル - 1920年3月10日
- ギリシャ王国 - 1920年3月30日
- ルーマニア王国 - 1920年4月7日
- ポルトガル - 1920年4月8日
- ハイチ、 リベリア - 1920年6月30日
- 中華民国 - 1920年7月16日
- ニカラグア、 ホンジュラス - 1920年11月3日

### 加盟
- 1. ^ 1921年に英愛条約によってイギリス（グレートブリテン及びアイルランド連合王国）から分離したアイルランド自由国は連盟加盟を申請し、連盟総会では満場一致で加盟を承認した[4]。
- 2. ^ アビシニア（エチオピア）加盟に当たって同国の奴隷制度が問題視された。国際連盟は2年に及ぶ調査を実施し、同政府に対して奴隷制度廃止への努力、同制度においては内政問題ではなく連盟が介入しうる問題であるということに同意することが加盟条件として提示された[5]。
- 3. ^ イラクは当時国際連盟による委任統治領（イギリス委任統治領メソポタミア）であった。イギリスが財政的負担から1932年10月3日にイラク王国として独立させ、同時に連盟に加盟することになった。旧委任統治国イラクの加盟は、委任統治は植民地とは相違であるという好例として歓迎された[6]。
- 4. ^ 国際連盟に加盟できるのは基本的に独立国家のみであったが、イギリスの自治領であったカナダ、オーストラリア、ニュージーランド、南アフリカ連邦については、各自治領を対等な立場として扱うことをイギリスが主張し、例外的に加盟が承認された[4]。
- 5. ^ インドは当時イギリスの植民地だったため加盟資格問題が浮上した。宗主国イギリスのロバート・セシルは第一次世界大戦におけるインドの貢献を取り上げ、また一部では民主化も進み自治領へ移行する準備もあることから加盟を主張し、結果イギリスの自治領の事例と同じく植民地でありながら例外的に加盟が承認された[7]。
- 6. ^ 共産主義国家であったソ連は当初、国際連盟は資本主義国が中心となる組織であると非難し、その強大化を警戒していた[8]が、ドイツのアドルフ・ヒトラー率いるナチス政権の台頭を懸念して次第に連盟に接近する姿勢を示すようになった[6]。連盟もさらなる弱体化を防止する意味もあってソ連の加盟に好意的であり、34ヵ国の賛成でソ連へ招請状が送付された。のち、1934年9月18日の総会で、ソ連の加盟は賛成39、反対3、棄権7で可決された。常任理事国の投票も同時に実施され、賛成40、反対10で可決された[9]。
- 7. ^ ドイツは連盟加盟を当初から希望していたが、連盟は1926年3月8日の臨時総会にてようやくドイツをロカルノ条約に基づいて加入資格を承認した[10]。ドイツは先立って理事国に対して加盟の条件を提示し、理事会からの返答を承認した上で2月8日に加盟申請をしており[11]、9月8日の総会で加盟が可決された。常任理事国参入も加盟条件に則り総会で審議した結果可決され常任理事国となった[12]。
- 8. ^ トルコは1927年10月の時点で非常任理事国参入を条件に加盟を申請したが、条件が承認されず破談し、1932年に改めて加盟した[5]。なお、トルコは1934年9月から1936年9月まで非常任理事国に選出されている。

### 変遷
- 1. ^ 1937年からはアイルランド（エール）に改称。
- 2. ^ 第二次エチオピア戦争によってイタリアに占領され、1936年5月9日から1941年5月5日まではイタリア領東アフリカ帝国となっていたが、国際連盟はイタリアの領有を承認しなかった[2]ため、連盟解散までアビシニア（エチオピア帝国）のまま残留した。
- 3. ^ 1925年からはアルバニア共和国、1928年9月1日からはアルバニア王国。
- 4. ^ ソ連に併合され、1940年8月6日からはソ連の構成国のエストニア・ソビエト社会主義共和国となっていた。国際連盟は併合を承認しなかった[2]ものの、最後の連盟総会の出席などは拒否された。
- 5. ^ 1934年4月30日からはオーストリア連邦国に改称。
- 6. ^ 1924年3月25日からはギリシャ共和国、1935年11月3日からはギリシャ王国、1941年4月9日からはギリシャ国、1944年10月からはギリシャ王国。
- 7. ^ 1939年6月24日からはタイ王国、1945年9月17日からはシャム王国に改称。
- 8. ^ 1931年4月14日からはスペイン共和国、1939年4月1日からはスペイン国
- 9. ^ 1929年にユーゴスラビア王国に改称。
- 10. ^ 1928年に国民革命軍の北伐によって北京政府が崩壊し、南京国民政府が中華民国の代表として認められた。
- 11. ^ 1935年にイラン帝国に改称。
- 12. ^ ソ連に併合され、1940年8月5日からはソ連の構成国としてラトビア・ソビエト社会主義共和国となっていた。国際連盟は併合を承認しなかった[2]ものの、最後の連盟総会の出席などは拒否された。
- 13. ^ ソ連に併合され、1940年8月3日からはソ連の構成国としてリトアニア・ソビエト社会主義共和国となっていた。国際連盟は併合を承認しなかった[2]ものの、最後の連盟総会の出席などは拒否された。

### 離脱
国際連盟から離脱した事例としては、自主的な離脱（脱退）、連盟側からの離脱決議（除名）、政変による事実上の離脱（停止）の3種類に区別される。
- 1. ^ アルゼンチンは1921年に一度脱退しているが、1933年に再加盟している[13]。
- 2. ^ アルバニア王国は1939年4月にイタリアが侵攻し占領されたことを受けて加盟国の資格を停止された[14]。
- 3. ^ 1935年からのエチオピア侵攻に対する措置として経済制裁を受けていたイタリアは、国際連盟への反発を強め、1937年には既に連盟を脱退していた日本やドイツとの連携を強化して日独防共協定に加入することとなり、これを受けて国際連盟から脱退する結果となった。
- 4. ^ オーストリア連邦国は1938年3月13日にドイツに併合されたことを受けて加盟国の資格を停止された。オーストリアはその後も加盟国の地位を主張したが、オブザーバーとしての参加のみ承認され、最後の総会までオブザーバーとしての地位に留まった[14][15]。
- 5. ^ コスタリカは国際連盟を運営する分担金の支払いが不可能であることを理由に脱退を表明[16]。連盟最初の脱退国となった。
- 6. ^ 1939年3月27日に日独伊防共協定に加入していたスペインは、同年5月をもって国際連盟から脱退した。
- 7. ^ ソビエト社会主義共和国連邦は1939年のフィンランド侵攻（冬戦争）が問題視され、同年12月の連盟理事会において除名が決議された。
- 8. ^ 1931年（昭和6年）の満州事変について調査を実施していたリットン調査団の報告および連盟決議により満州国の樹立・国家承認が否定されたことを受け、日本が国際連盟から脱退。詳細は「国際連盟#日本の貢献と脱退まで」を参照。
- 9. ^ チェコスロバキアは1939年のナチス・ドイツによるチェコスロバキア併合によって消滅したことを受けて加盟国の資格を停止された。
- 10. ^ ヴェルサイユ体制の破棄や軍事面の平等化を目指すアドルフ・ヒトラー率いる国家社会主義ドイツ労働者党（ナチス）が政権を掌握したドイツが国際連盟を脱退。
- 11. ^ パラグアイは戦局が有利な状況下であったチャコ戦争において、調停に乗り出した連盟が交戦国ボリビア側の演説をもとに休戦を勧告したことに強く反感を持っていた。連盟はこれを受けて交戦中の両国のうちボリビアに対してのみ武器輸出禁止措置を解除する手段を施したが、これに反発したパラグアイは連盟から脱退した[17]。
- 12. ^ ハンガリー王国は以前よりマジャル人が多く住む地域を周辺国に割譲したヴェルサイユ体制に不満を抱いていた。ドイツで同体制の破棄を目指すナチス政権が誕生すると次第に歩調を合わせるようになり、国際連盟を脱退した。
- 13. ^ ブラジルは1926年にドイツの連盟加盟問題において加盟と同時にドイツの常任理事国入りが議論された際、スペインやベルギー、ポーランドの各国と共に常任理事国参入を要求した。特にスペインとブラジルは要求が承認されなければ連盟を脱退すると強硬姿勢を示しており、当時理事会議長だった石井菊次郎は将来アメリカやソ連を連盟に加入させ常任理事国とする前提で両国の常任理事国参入を承認し、常任理事国の枠そのものを拡大することを提案したが、スペインとブラジル両国は同意せず連盟脱退を宣言した。後の委員会で非常任理事国の枠が9ヶ国に拡大されたことに応じてスペインは宣言を撤回したが、ブラジルは宣言通り国際連盟を脱退した[18]。
- 14. ^ 親独政権のヴィシー政権下のフランス国は1941年4月18日に国際連盟からの脱退を宣言したが、自由フランス・フランス共和国臨時政府は脱退宣言を否認している。

## 非加盟国
- モンゴル国[2] - 1924年からは モンゴル人民共和国。
- トゥヴァ人民共和国[2] - 1921年独立。1944年ソ連に併合。
- チベット
- ブータン王国
- ネパール王国[2]
- イエメン・ムタワッキリテ王国[2]
- ヒジャーズ王国[2] - 講和条約では原加盟国とされているが、加盟せず。1926年に ナジュド王国に併合され、 ナジュド及びヒジャーズ王国が成立、1932年以降は サウジアラビア王国[2]。
- 南ローデシア[2]（自治領）
- アイスランド王国[2]
- アンドラ[2]
- リヒテンシュタイン[2]
- モナコ[2]
- サンマリノ[2]
- バチカン[2] - 1929年独立。
- 自由都市ダンツィヒ[2]
- アメリカ合衆国[2] - 講和条約では原加盟国とされているが、アメリカ合衆国議会の上院反対多数（モンロー主義上院議員多数）により加盟できなかった。
- ニューファンドランド[2]（自治領）